# Пен Єгуда
Єгу́да Пен (їд. יודל פּען‎, інші прочитання імені — Юдл, Юдель, Юрій, по батькові — Мойсейович; 24 травня (5 червня) 1854, Новоолександрівськ (тепер Зарасай, Литва), Ковенська губернія, Російська імперія — 1 березня 1937, Вітебськ, БРСР) — єврейський білоруський художник, педагог, представник так званого «єврейського відродження» в образотворчому мистецтві початку XX ст. у Східній Європі.

## Біографія
Єгуда Пен народився 24 травня (5 червня) 1854 року в містечку Новоолександрівськ (тепер Зарасай, Литва) Ковенської губернії в Російській імперії у багатодітній єврейській родині.
Хлопцю було всього лише 4 роки, коли помер його батько (1858). Мати оприділила малого Юдля (Єгуду) до хедера, де навчителі звернули увагу на його хист і талант до малювання. Попри спротив родини, у 1867 році далекий родич Пенів маляр з Двінська (тепер Даугавпілс, Латвія) забирає хлопця до себе підмайстром.
У Двінську Єгуда Пен знайомиться з родиною Пумп'янських, чий будинок був своєрідним осередком культурного життя міста. Гість Пумп'янських студент Академії мистецтв Борух Гіршович переконує талановитого юнака продовжити освіту у Петербурзі.

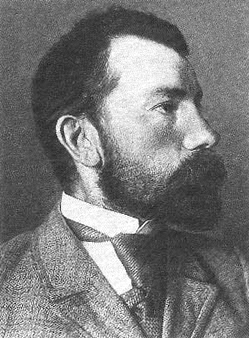
Єгуда Пен, 1905 рік

Після вагань і родумів у 1879 році нарешті Єгуда Пен приїжджає до Петербурга, де здавши іспити, в наступному, 1880 році, вступає до Академії. Навчався Є. Пен у П. П. Чистякова.
Після двох років навчання Єгуда Пен перебирається до Риги, де на запрошення барона Н. Корфа працює у його заміській садибі. Там же Пен знайомиться з І. Ю. Рєпіним.
Завдяки заступництву і фінансовій підтримці численних знайомих у 1891 році Єгуда Пен відкриває першу приватну єврейську художню школу під своїм керівництвом. Майже всі учні Пена були євреями, серед них такі відомі митці як Марк Шагал, Осип Цадкін, Реймонд Брайнін, Лазар Лисицький, Ілля Мазель, Оскар Мещанінов, Юхим Мінін, Леон Гаспар тощо.
Приватна школа Є. Пена існувала до 1918 року, але й після націоналізації митець продовжує педагогічну діяльність і користується заслуженою шаною у вітебській громаді.
До кінця життя Єгуда Пен проживав у Вітебську, а його дім притягував до себе молодих художників і любителів мистецтва. Проти ночі з 1 на 2 березня художника було вбито у власному будинку за нез'ясованих і досі обставин.

## Творчість і вшанування
Впродовж усього життя Єгуда Пен вважав себе єврейським художником. Теми полотен митця є максимально реалістичними і по-житейськи приземленими. Найулюбленіші сюжети картин Пена — портрети в інтер'єрі (переважно з життя містечкових євреїв).
У 1921 році, коли у Вітебську відмічали 25-річчя педагогічної кар'єри Єгуди Пена, Марк Шагал надіслав йому листа, в якому мовилося:
|  | Ви перший у Вітебську. Місто не посміє Вас забути. Ви виховали велике покоління єврейських художників. Єврейська громада в Росії має це знати і знатиме. Я впевнений, що Вітебськ, якому Ви віддали 25 років життя, рано чи пізно гідно оцінить Ваші зусилля. |

У 1927 році в місті урочисто святкують 30-літній ювілей творчої діяльнсоті Є. Пена, і з цієї нагоди йому було присуджено звання Заслуженого єврейського художника.
Після смерті Пена у Вітебську було створено картинну галерею Є. Пена. 1 січня 2007 року в місті на честь митця відкрили почесну плиту на будинку, де він жив і працював у період від 1897 до 1937 року.
У теперішній час роботи Пена зберігаються у Вітебському художньому музеї і Національному художньому музеї Республіки Білорусь.

## Галерея

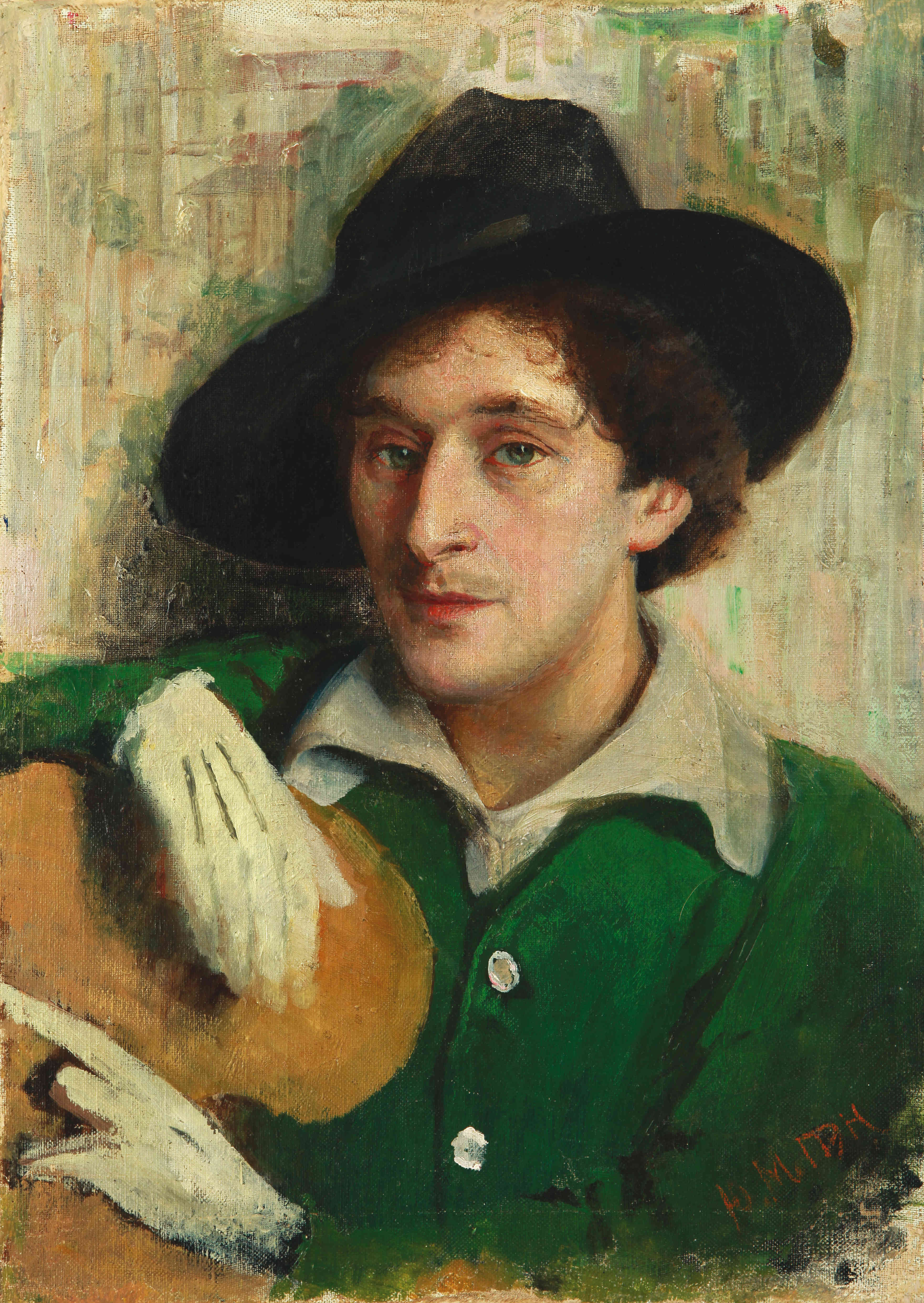
Портрет М. Шагала
Старий швець
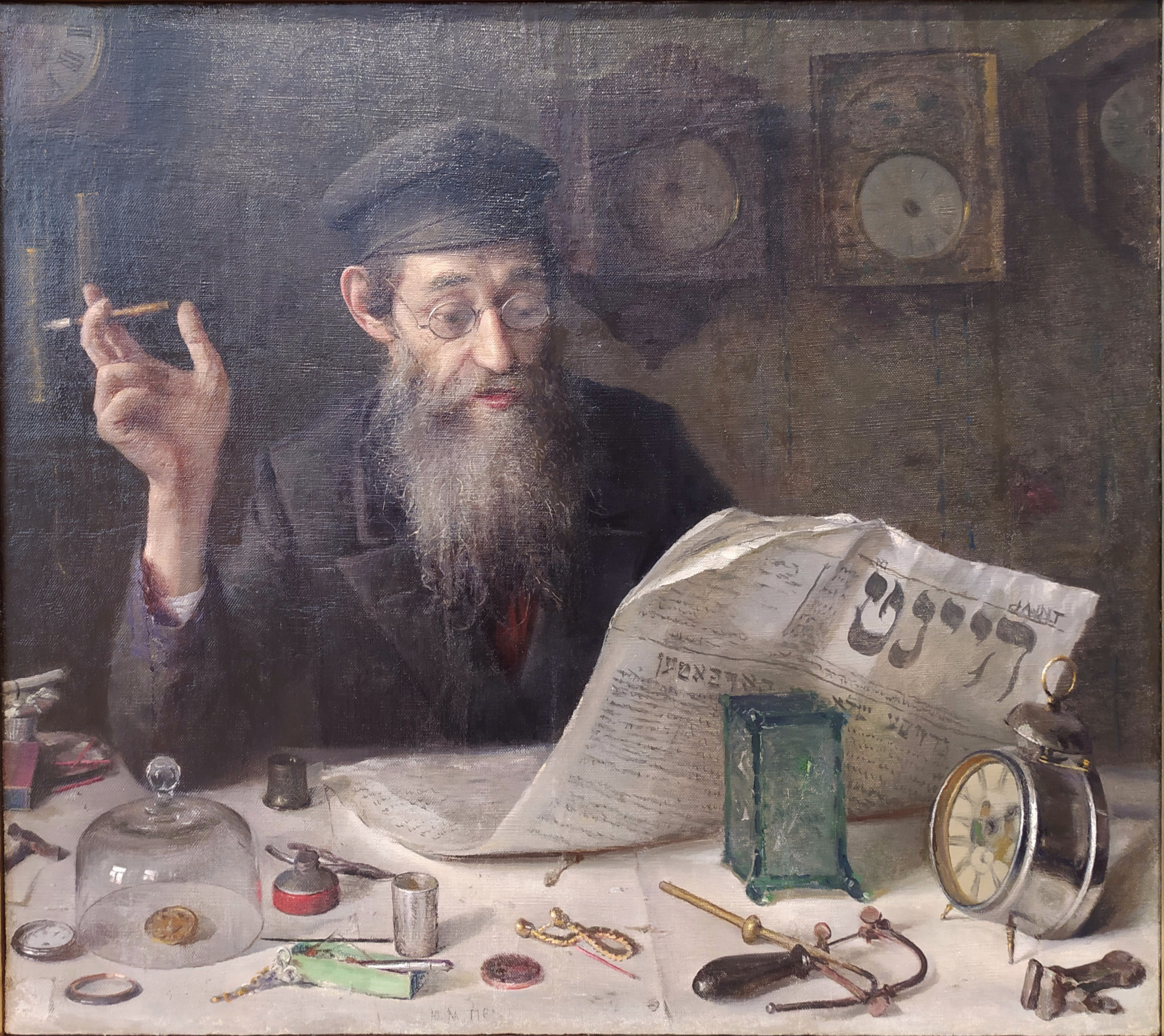
Годинникар, 1914
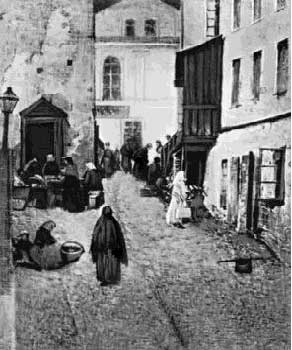
Вулиця у Вітебську